# Guldregn
 Denne artikel omhandler planten Guldregn. Opslagsordet har også en anden betydning, se Guldregn (film).
Guldregn (Laburnum) er en planteslægt, der består af arter, som er løvfældende træer eller buske. Bladene er spredtstillede og trekoblede med lang stilk og hel bladrand. Blomsterne er typiske, gule ærteblomster, som sidder i lange, hængende klaser fra kortskud. Her nævnes kun de planter, der ses jævnligt i Danmark.
| Arter |

- Adamsguldregn (+ Laburnocytisus adamii) – podningskimære
- Almindelig guldregn (Laburnum anagyroides)
- Alpeguldregn (Laburnum alpinum)
- Hybridguldregn (Laburnum x watereri) – hybrid